# Bluestone River
Der Bluestone River ist ein 124 Kilometer langer linker Nebenfluss des New River im Südwesten von Virginia und im südlichen West Virginia in den Vereinigten Staaten.
Über New River, Kanawha River und Ohio River ist der Fluss Bestandteil des Einzugsgebietes des Mississippi River. Ein 18 Kilometer langer Abschnitt des Unterlaufes ist als Bluestone National Scenic River ausgewiesen.

## Lauf
Der Bluestone River entspringt am East River Mountain im Tazewell County in Virginia und folgt einer allgemein nordöstlichen Richtung durch die Countys Mercer und Summers in West Virginia. Dabei passiert der Fluss die Städte Bluefield in Virginia und Bramwell and Montcalm in West Virginia. Der Fluss mündet etwa 6,5 Kilometer südlich von Hinton in den Bluestone Lake, der durch einen Staudamm des United States Army Corps of Engineers New River gebildet wird. Der als National Scenic River eingestufte Abschnitt des Flusses liegt zum größten Teil im Summers County, genauso wie der Pipestem Resort State Park, der sich an eine Schlucht erstreckt, die der Fluss in die Landschaft geschnitten hat.

## Verschmutzung
Der Bluestone River leidet unter Kontamination mit PCB, weitgehend eine Folge des früheren Kohleabbaus in den Appalachen. Demzufolge gab Virginia die Empfehlung aus, keine oberhalb von Bluefield, Virginia gefangenen Karpfen zu verzehren. West Virginia wiederum empfahl die Beschränkung auf eine Mahlzeit monatlich.
In Virginia warnte das Department of Environmental Quality wegen hoher Werte an fecal coliform bacteria außerdem davor, in dem Fluss zu schwimmen oder auf andere Weise unmittelbar in Kontakt mit dem Wasser zu kommen.

## Little Bluestone River
Der Little Bluestone River ist ein Nebenfluss des Bluestone River im Summers County; von seiner Bildung durch White Oak Branch und Jumping Branch bis zur Mündung in den Bluestone River sind es weniger als 15 km.

## Namensvarianten
Nach den Angaben im Geographic Names Information System war der Bluestone River historisch auch unter einer Reihe weiterer Namen bekannt:
- Big Bluestone River
- Blue Stone Creek
- Blue Stone River
- Bluestone Creek
- Mec-ce-ne-ke-ke-ce-pe-we
- Mec-cen-ne-ke-ke
- Mo-mom-ga-sen-eka-ce-pe